# Perdita obliqua
Perdita obliqua är en biart som beskrevs av Timberlake 1928. Perdita obliqua ingår i släktet Perdita och familjen grävbin. Inga underarter finns listade i Catalogue of Life.